# Via Francigena

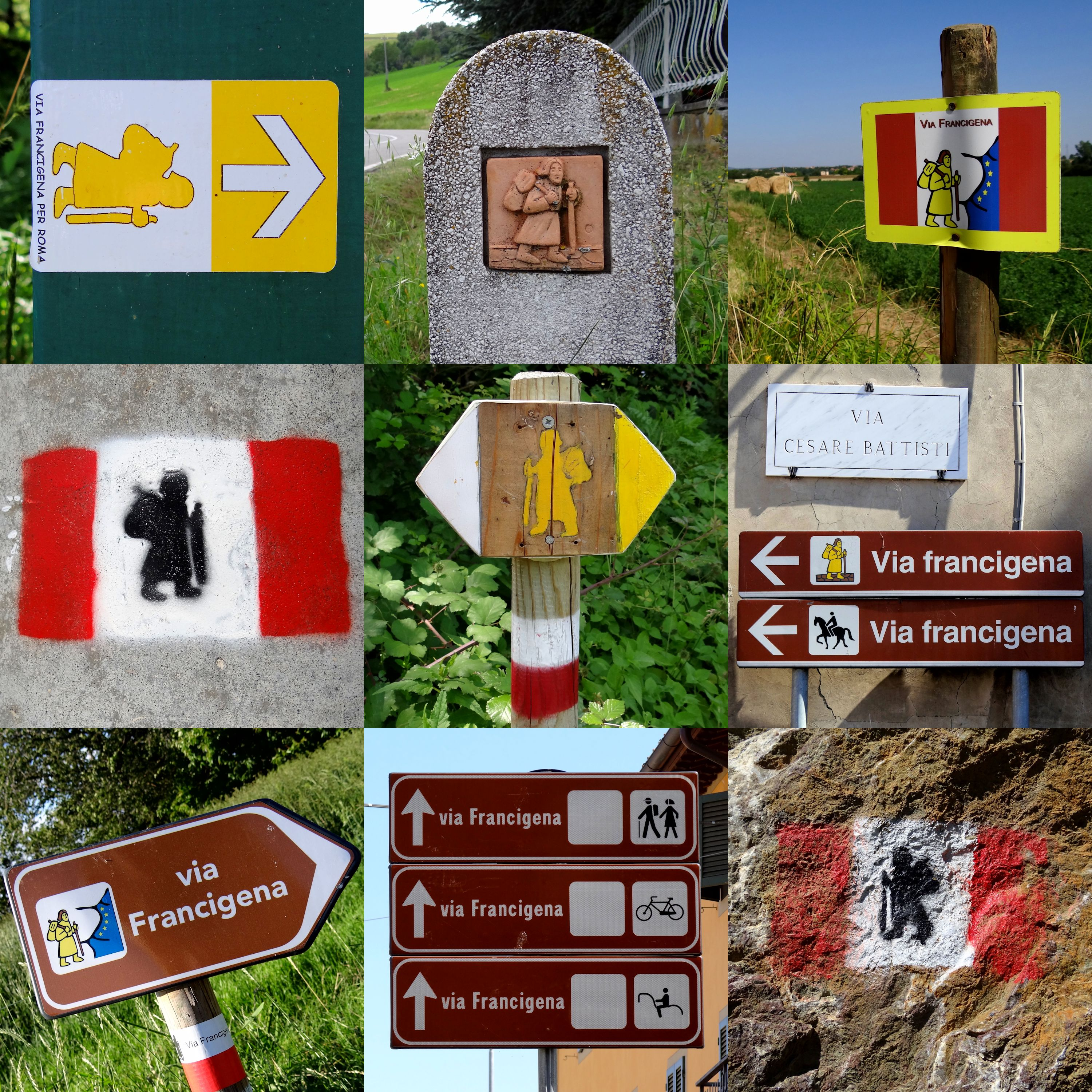
Verschiedene Wegmarkierungen auf der Via Francigena

Als Via Francigena, auch Frankenstraße oder Frankenweg, werden im weiteren Sinne die alten Fernstraßen bezeichnet, die Pilger auf ihrem Weg vom Frankenreich oder von England aus über das Gebiet des Frankenreichs nach Rom zur Grabstätte der Apostel Petrus und Paulus nutzten. Oft findet sich dafür auch – auf das Ziel bezogen – die Bezeichnung Via Romea. Die heutige Rekonstruktion der Via Francigena stützt sich im Wesentlichen auf Angaben des Erzbischofs Sigerich von Canterbury, der im Jahre 990 nach Rom pilgerte.

## Geschichte der Pilgerwege nach Rom

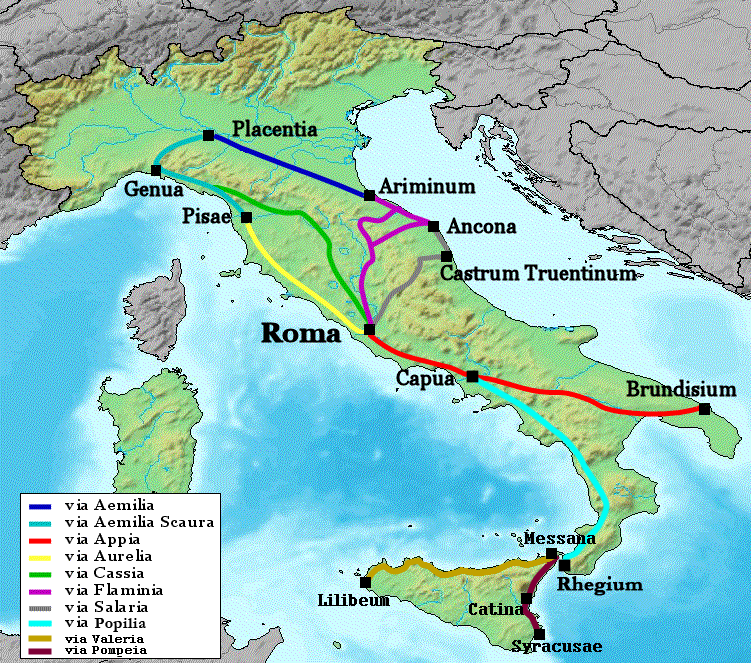
Römische Straßen in Italien

Vergleicht man die Quellen und die vielen Wegbeschreibungen, stellt man fest, dass eine einzig richtige „Via Francigena“ nicht existiert, so wenig wie es nur einen Jakobsweg gibt. Als „Via Francigena“ wird ein Wegesystem bezeichnet, das nach Rom führt. Bestehende Handels- und Heerstraßen (zum Beispiel Via Aurelia, Via Aemilia, Via Cassia) wurden von großen Strömen von Kaufleuten, Pilgern und auch Kreuzzüglern aus Nord- und Mitteleuropa genutzt. Sie gaben diesen Reiserouten die Bezeichnung „Via Francigena“ oder der „Frankenweg“. Nachweisbar taucht die Bezeichnung „Via Francigena“ zum ersten Mal im Jahr 876 in dem Actum Clusio der Abtei San Salvatore al Monte Amiata (Toskana) auf.

### Hinweise auf Pilgerreisen nach Rom in der Zeit der Antike
Als mit der Mailänder Vereinbarung im Jahre 313 das Christentum im Römischen Reich als Religion zugelassen wird, ist zu vermuten, dass erste Pilgerfahrten an die Gräber der Apostel Petrus und Paulus stattgefunden haben. Diese ersten Pilger konnten die gute Infrastruktur des römischen Straßennetzes mit seinen Xenodochien, den antiken Krankenhäusern, oder seinen Mansiones, den antiken Herbergen, nutzen. Im Itinerarium Burdigalense (334) nennt ein unbekannter christlicher Pilger aus dem heutigen Bordeaux, unterwegs auf dem Landweg nach Jerusalem, eine große Zahl entsprechender Unterkünfte. Auf dem Rückweg aus dem Heiligen Land ist auch die Stadt Rom eine seiner Reisestationen. Ein Beleg für diese frühen Pilgerreisen könnte ein im antiken Ostia entdecktes Gebäude sein. Unter der Bezeichnung „Basilica Cristiana“ wird dort eine Pilgerherberge aus dem frühen 5. Jahrhundert vermutet, die von Pilgern, die über das Meer nach Rom reisten, genutzt werden konnte.
Nach dem Zusammenbruch des Römischen Reiches wird das Reisen der Pilger komplizierter. Nicht nur, dass Straßen und Brücken zerfallen, dass manche Herbergen nicht mehr betrieben werden, auch die fehlende Sicherheit auf den Straßen lässt die Zahl der Pilger stark zurückgehen.

### Reiseberichte aus der Zeit des frühen Mittelalter bis zu Sigerich
Einer der ältesten Reiseberichte, vermutlich aus dem 9. Jahrhundert, handelt von dem englischen Mönch Gildas dem Weisen (ca. 500–570), der um das Jahr 530 eine Pilgerreise nach Rom unternimmt. Unter dem Titel „Pro Itineris et navigii prosperitate – Für Sicherheit zu Lande und auf dem Meer“ ist von ihm ein Pilgergebet überliefert, das anschaulich die Gefahren und Sorgen des Pilgeralltags beschreibt.
In der „Vita Sancti Wilfrithi“, entstanden im frühen 8. Jahrhundert, wird das wechselvolle Leben des englischen Bischofs und Heiligen Wilfrid von York erzählt. Es werden auch seine drei Reisen nach Rom geschildert. Die erste Reise unternahm er als Pilger in der Zeit von 653 bis 658. Seine zweite Romreise von 678 bis 680 hatte das Ziel, beim Papst Unterstützung gegen seine Absetzung als Bischof zu erreichen. 704 war er erneut in Rom, um beim Papst die Zurücknahme seiner Exkommunikation durch eine englische Synode zu erwirken. Neben einer Schilderung der Reisegefahren wird auch erzählt, dass Wilfrid die Gräber der Apostel besuchte und Reliquien mit nach England brachte.
Einer der großen Romreisenden im 8. Jahrhundert ist der Heilige Bonifatius (Wynfreth). Insgesamt dreimal reist er nach Rom um sich immer wieder von den Päpsten Auftrag und Bestätigung für seine Missionstätigkeit in Friesland, Hessen, Thüringen und Bayern zu holen. So ist er 719 in Rom und erhält von Papst Gregor II. den Auftrag zur Mission in Germanien. Er wird ab diesem Zeitpunkt mit dem Namen Bonifatius bezeichnet. 722 weiht Papst Gregor II. Bonifatius in Rom zum Missionsbischof ohne festen Bischofssitz. 737/38 wird Bonifatius bei einem erneuten Rombesuch zum päpstlichen Legaten für das gesamte Frankenreich ernannt.
Im 8. Jh. schreibt eine namentlich als Hugeburc bekannte Nonne aus dem Kloster Heidenheim eine „Vita Sancti Willibaldi“, in der sie eine Lebensbeschreibung des ersten Eichstätter Bischofs Willibald (ca. 700–787) wiedergibt. Die Vita Willibaldi ist im Kernstück das Itinerar des Heiligen. Mit seinem Vater und seinem Bruder Wunibald bricht Willibald wahrscheinlich im Frühsommer 720 zu einer Pilgerfahrt nach Rom auf, die Willibald anschließend weiter ins Heilige Land und nach Kleinasien führt. Mit insgesamt 77 Ortsnamen (und 13 Personen) beschreibt die Nonne Hugeburc den Weg Willibalds recht detailliert, wenn ihr auch verschiedene Fehler unterlaufen sind. Die Reise startet im heutigen Hamblehaven und setzt sich nach der Überquerung des Ärmelkanals entlang der Seine in Rouen fort. Ohne genauere Beschreibung verläuft der Weg durch Frankreich. Nun lässt Hugeburc die Pilger irrtümlich zunächst nach Italien „hinübergelangen“ und dann erst die „Burgen der Alpen“ erreichen. Konkret genannt wird Lucca, wo Willibalds Vater verstirbt und in der Kirche des Hl. Frigdianus bestattet wird. Um 1150 fand unter dem Namen Richard eine Erhebung seiner Gebeine statt, die wahrscheinlich dadurch veranlasst wurde, dass Reliquien für Eichstätt und Heidenheim erbeten wurden. Am 11. November 720, dem Martinstag, kommen die Brüder in Rom an und besuchen wahrscheinlich zuerst den Lateran und anschließend den St. Peter. Dem Rom-Aufenthalt der Brüder schloss sich für Willibald und weitere Gefährten eine Pilgerreise über Sizilien nach Jerusalem und in das Heilige Land an (723–727). Es folgt die Rückreise nach Süditalien, wo er auf dem Monte Cassino ein Jahrzehnt verbringt, um wieder nach Rom und schließlich nach Eichstätt zu gelangen.

### Reisebeschreibung des Sigerich
Unter den vielen Verbindungen zwischen Mittel- und Nordeuropa und Rom hat sich insbesondere für eine Strecke die Bezeichnung „Via Francigena“ eingebürgert.
Es handelt sich dabei um den Weg von Canterbury nach Rom, der in den Aufzeichnungen des Erzbischofs Sigerich der Ernste von Canterbury (994) beschrieben wurde. Er reiste im Jahr 990 von Canterbury nach Rom, um vom Papst das Pallium zu erhalten, einen Wollschal als Zeichen seiner Ernennung zum Erzbischof. Die 80 Stationen seiner Reise hielt Sigerich schriftlich fest. Das Dokument wird heute in der British Library in London aufbewahrt. Setzt man eine durchschnittliche Reisegeschwindigkeit von 20 Kilometern pro Tag an, sind für die insgesamt etwa 1.600 Kilometer lange Distanz zu Fuß 80 Tage durchaus realistisch.

#### Straßenverlauf nördlich der Alpen nach der Beschreibung des Sigerich
Von Canterbury über Calais verlief die Straße über Arras, Licques, Wisques, Camblain l’Abbey, Arras, Laon, Reims, Châlons-en-Champagne, Bar-sur-Aube, Besançon und Pontarlier nach Lausanne und Saint-Maurice in der Schweiz, um am Grossen St. Bernhard die Alpen zu überqueren.

#### Straßenverlauf südlich der Alpen nach der Beschreibung des Sigerich
In Italien verlief die Via Francigena durch das Aostatal, Ivrea, Vercelli, über Pavia, Piacenza, Fiorenzuola d’Arda, Fidenza bis nach Parma, um von dort über Fornovo di Taro, Cassio, Berceto den Apennin am Passo della Cisa zu überqueren.
Hinter Pontremoli teilte sich der Weg in zwei Routen, um die Apuanischen Alpen zu umgehen, eine westliche, die über Luni/Sarzana, Carrara und Massa verlief und dabei teilweise die alte Via Aurelia nutzte, und eine, die entlang der Ostseite der Berge führte. Beide Strecken trafen in Lucca wieder zusammen.
Von Lucca aus ging es dann südöstlich auf die Via Pisana (die Römerstraße von Florenz nach Pisa) und den Arno zu, der bei San Genesio (das 1248 zerstört wurde) und San Miniato gekreuzt beziehungsweise überquert wurden; von hier aus folgte die Via Francigena dem Tal der Elsa (Valdelsa) auf mehreren Routen, die in Poggibonsi wieder aufeinandertrafen, um sich kurz oberhalb wieder zu trennen. Zwei Routen führten entlang der beiden Ufer der Elsa, am rechten Ufer über Castelfiorentino und Certaldo, am linken Ufer direkt und ohne größere Orte zu berühren; eine dritte Route zweigte von der letzteren ab und ging durch die Hügellandschaft der Toskana, wobei die Orte Gambassi Terme und San Gimignano berührt wurden.
Auf dieser Strecke kreuzte die Via Francigena mehrfach die aus etruskischer Zeit stammende Via Volterrana, die von Nordosten (Fiesole) kommend auf zwei Routen auf Volterra zustrebte: die nördliche Volterrana kreuzte in Castelfiorentino und Gambassi Terme (vor Gambassi Terme waren Francigena und Volterrana einige Kilometer identisch), die südliche Volterrana nördlich von Certaldo und südlich von San Gimignano.
In Poggibonsi wiederum kamen nicht nur die drei Streckenführungen der Francigena zusammen, hier stieß auch noch die Via Regia Romana dazu, die zuvor weitgehend mit der südlichen Volterrana identisch war, von dieser dann aber in Barberino Val d’Elsa abzweigte, um direkt auf Poggibonsi zuzulaufen.
Hinter Poggibonsi teilte sich die Francigena erneut in zwei Strecken: die östliche lief an der Burg Staggia Senese vorbei, die westliche über Monteriggioni; nach dem erneuten Zusammenlaufen der beiden Routen ging es dann auf Siena zu.
Die letzten Stationen der Via Francigena waren dann Abbadia San Salvatore, Acquapendente, Bolsena, Montefiascone, Viterbo, Vetralla, Capranica, Ronciglione, Sutri, Nepi und schließlich der Petersplatz in Rom.

### Entwicklung der Pilgerschaft nach Rom in der Zeit nach Sigerich
Um 1155 verfasst der isländische Abt Nikulás Bergsson, auch Nikulás von Munkathvera (isländisch Munkaþverá) eine Reisebeschreibung mit dem Titel „Wegweiser“ (isländisch Leiðarvísir), ausdrücklich mit dem Ziel eine Art Pilgerhandbuch für andere isländische Pilger zu schreiben. Er schildert darin seine Reise nach Rom und Jerusalem, die er zwischen 1149 und 1154 unternahm, und führt die wichtigsten Orte auf seinem Weg meist mit den Entfernungen zwischen den Etappen an. Nach einer Schiffsreise von Island über Norwegen und Dänemark verläuft seine Route durch Dänemark und das deutsche Reich. Einige Stationen sind Schleswig, Stade, Paderborn, Mainz, Speyer, Straßburg, Basel und Vevey. Von dort berichtet er, dass hier die Straßen der Südfranken, der Engländer, der Deutschen und der Skandinavier zusammenkommen und sich zum gemeinsamen Weg nach Rom vereinen. Auch er reist dann auf der Route des Sigerich bis nach Rom und über Bari weiter nach Jerusalem. Die alternativen Wege und Abstecher zu anderen Zielen, die Nikulás mehrfach nennt, könnten darauf hindeuten, dass er Kontakt zu anderen Pilgern hatte, von denen er sich über die verschiedenen Wege unterrichten lässt. Über die reine Wegbeschreibung hinaus bietet er auch „touristische“ Informationen. So nennt er wichtige Heiligtümer und Bischofssitze am Weg und bietet ausführliche Informationen über die Sehenswürdigkeiten der Stadt Rom.
Eine zwischen 1240 und 1256 von dem Abt Albert von Stade aufgezeichnete „Weltchronik“, die Annales Stadenses, enthält einen spielerischen Dialog zweier Klosterbrüder über eine Reise nach Rom. Darin beschreibt Albert seine Reise nach Rom, die er 1236 durchführte, um von Papst Gregor IX. die Erlaubnis für eine Klosterreform zu erhalten. In ungewöhnlich genauer Form beschreibt er Reiserouten und gibt für Teilstrecken auch mehrere Varianten an, so dass sie als Wegweiser für Pilger zur damaligen Zeit verwendet werden konnte.
Sein Reiseweg führt ihn von Stade über Bremen nach Münster, Maastricht, Reims, Chalon-sur-Saône, Lyon bis an die Alpen, die er zwischen Chambéry und Susa (Piemont) überquert. Durch Turin, Piacenza, Bologna, Arezzo und Orvieto führt sein Hinweg bis Rom. Der Rückweg verläuft direkter über Arezzo, Bologna, Padua, Trient, Bozen, Brixen, Sterzing, Matrei, Innsbruck, Zirl, Mittenwald, Partenkirchen, Oberammergau, Schongau, Igling, Augsburg, Donauwörth, Marktoffingen, Dinkelsbühl, Rothenburg, Aub, Ochsenfurt, Würzburg, Schweinfurt, Münnerstadt, Neustadt, Meiningen, Schmalkalden, Gotha, Bad Langensalza, Nordhausen, Hasselfelde, Wernigerode, Hornburg, Braunschweig, Celle zurück nach Stade. Für diesen Romweg wird bevorzugt die Bezeichnung „Via Romea“ verwendet.
In der Handschrift „Hauksbók“, vermutlich aus dem Anfang des 14. Jahrhunderts, aber mit einer Reiseroute die deutlich älter ist, beschreibt Haukr Erlendsson aus Island mit kleinen Unterschieden die gleiche Route wie Albert von Stade als Weg nach Rom.

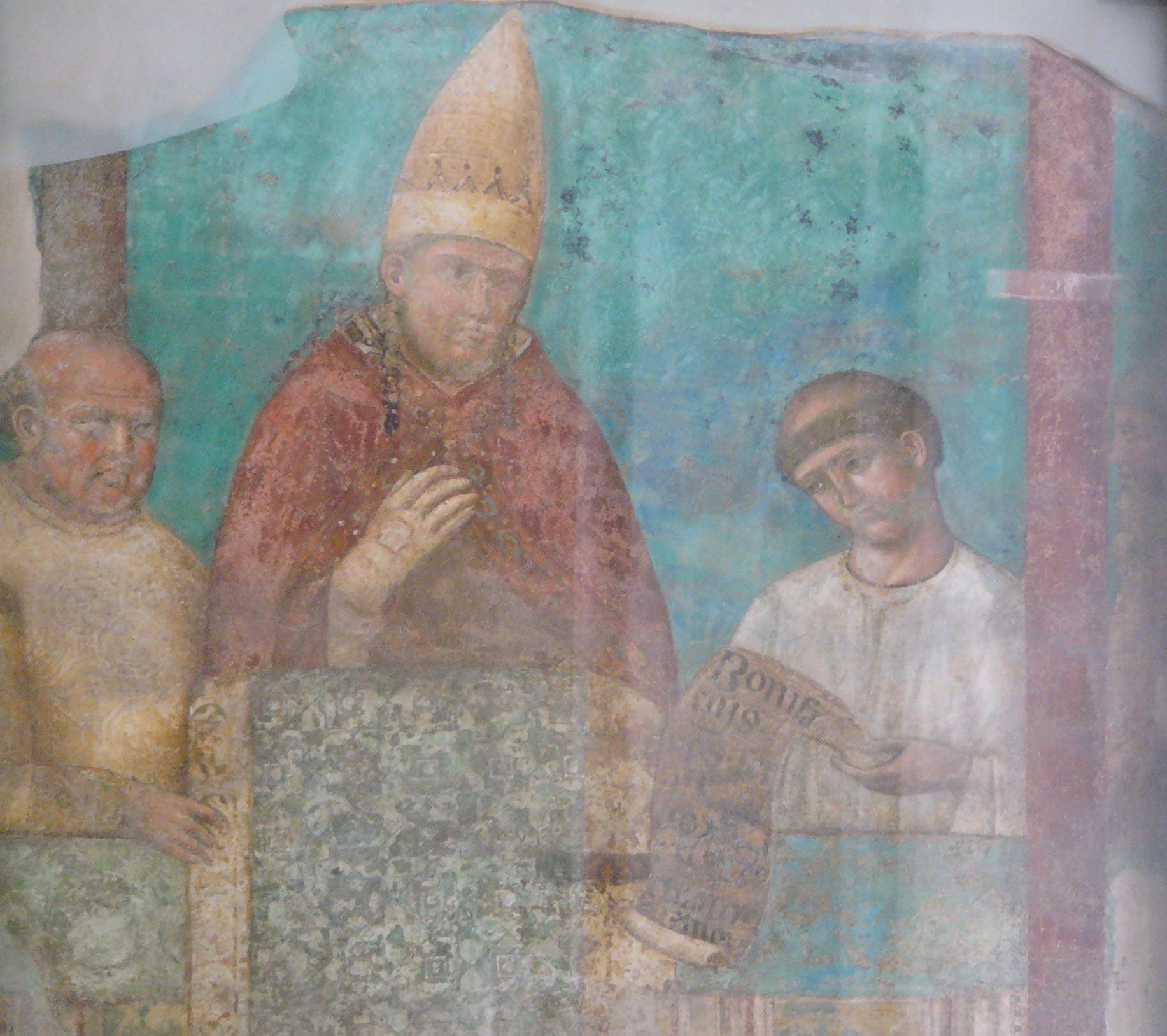
Verkündung des ersten Heiligen Jahres durch Bonifatius VIII. im Jahr 1300 (Freskofragment von Giotto di Bondone in der Lateranbasilika)

Einen ungeahnten Aufschwung erfährt das Interesse am Pilgerweg nach Rom im Jahre 1300. Es entsteht in Europa das Gerücht, der Papst werde ein Heiliges Jahr verkünden und den Rompilgern einen vollständigen Ablass der Sündenstrafen gewähren, wie es ihn bisher nur für Kreuzfahrer gab. Zeitgenössische Quellen versichern, dass damals Hunderttausende Pilger in Rom waren. Wenn auch die meisten Pilger sicher aus Italien stammten, verzeichnet das Hospiz auf dem Grossen St. Bernhard für das Jahr 1300 insgesamt 20.000 Übernachtungen. Das Jubeljahr 1450 scheint aber die meisten Pilger nach Rom geführt zu haben. Papst Nikolaus V. lässt aufgrund der reichlichen Einnahmen eine spezielle Jubiläumsmünze prägen. Er beginnt mit dem Neubau des Petersdoms und erwirbt in der ganzen Welt teuere Manuskripte für die Vatikanische Apostolische Bibliothek. Für den Pilgeransturm zu diesen Heiligen Jahren wird auch immer wieder in die Infrastruktur investiert. So wird für das Jubeljahr 1475 eine neue Tiberbrücke, die Ponte Sisto, errichtet.

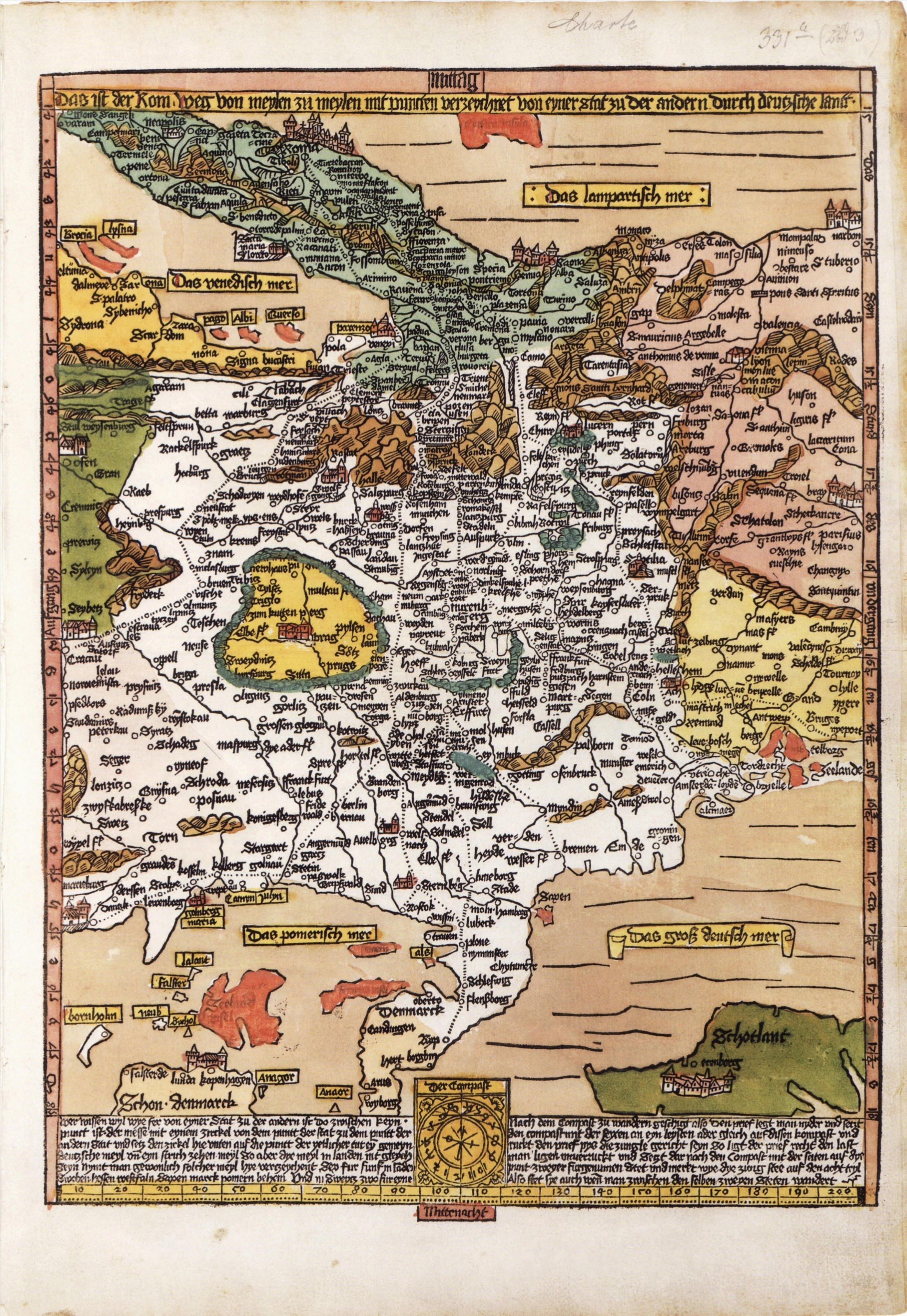
Kolorierte Erstausgabe der Romwegkarte (1500), nach Süden orientiert wie alle Karten Etzlaubs

Zum Heiligen Jahr 1500 erschien als eine der ersten Landkarten überhaupt die Romwegkarte des Nürnbergers Erhard Etzlaub (ca. 1460–1532). Die wichtigsten Wege nach Rom – Rom liegt am oberen Ende der Karte – sind mit Entfernungsangaben eingezeichnet, man kann also von einer frühen Wegkarte sprechen. Nur drei Alpenquerungen sind aufgenommen (dargestellt mittels einer punktierten Linie): eine Straße von Ulm über Bregenz nach Chur und von dort über Septimer- oder Splügenpass via Clef nach Italien; die Via Imperii von Deutschland über Mittenwald nach Innsbruck und dann über den Brenner; und schließlich ein Weg von Mähren nach Wien und über den „schrägen Alpendurchgang“ nach Bruck, Villach und das Kanaltal. Auf dieser östlichen Route sind zwischen Wien und Bruck als Stationen angegeben: „Neustadt“, und „Schadwynn“ (Schottwien).

### Politische und wirtschaftliche Bedeutung der Via Francigena im Mittelalter
Nachdem der Frankenkönig Karl der Große 774 das Langobardenreich erobert hatten, ließen er und seine Nachfolger den Abschnitt zwischen Pavia und Rom als kaiserliche Straße ausbauen, an der dann auch Klöster und Bischofssitze angelegt wurden, um den Pilgerstrom zu versorgen – Rom gehörte neben Santiago de Compostela und Jerusalem zu den drei wichtigsten Pilgerzielen im Mittelalter, das Pilgerzeichen war ein Schlüssel.
In der Nähe Pavias in Richtung Piacenza befinden sich die Ronkaldischen Gefilde, auf denen sich Anfang des 11. Jahrhunderts das Heer sammelte, das den Kaiser zur Krönung nach Rom begleitete und schützen sollte. Kaiser Friedrich I. Barbarossa ließ 1154 und 1158 hier Hoftage abhalten.
Neben der religiösen und politisch-militärischen Wert erhielt die Via Francigena bald auch eine ökonomische Bedeutung: sie war die Hauptschlagader, die Italien mit dem übrigen Europa, vor allem Westeuropa, verband. Bald brachten fränkische Adelige (darunter die Guidi und die Gherardesca) die ökonomischen und kulturellen Zentren entlang der Via Francigena in ihre Gewalt, wie beispielsweise San Gimignano und Colle di Val d’Elsa.
Die Bedeutung der Via Francigena schwand dann mit der Macht der deutschen Kaiser in Italien, dem Aufstieg der Städte Genua, Pisa und Florenz, die die Francigena weiträumig umging, und der Verlagerung der Warenströme auf die alten römischen Straßen (Via Aurelia und Via Cassia) die jetzt den wirtschaftlichen Gegebenheiten besser zustattenkamen. Das Ende der ökonomischen Bedeutung der Via Francigena war dann auch das Ende der ökonomischen Bedeutung der nur an ihr liegenden Städte, wie zum Beispiel San Gimignanos.

## Wiederentdeckung
Mit dem Boom des „Jakobsweges“ in den 1990er Jahren wurde auch die „Via Francigena“ revitalisiert. 1994 wurde die „Via Francigena“ vom European Institute of Cultural Routes auf Antrag des italienischen Tourismusministeriums als Kulturroute des Europarats und 2004 als „Major Cultural Route of the Council of Europe“ ausgezeichnet.
Der Gedenkmarsch einiger ehemaliger Schweizergardisten von Bellinzona nach Rom im Jahre 2006 anlässlich des 500-jährigen Bestehens der Päpstlichen Schweizergarde hat die Popularität des Weges besonders in der Schweiz gefördert.

### Wegführung nach Sigerich im Vergleich mit der heutigen Route
| Nr.                         | Etappen nach der Beschreibung des Sigerich | Etappen nach der Beschreibung des Sigerich | Etappen nach der Beschreibung des Sigerich                                    | Heutige Streckenführung der Via Francigena                   | Heutige Streckenführung der Via Francigena |
|                             |                                            | Orte in Latein                             | Heutige Ortsbezeichnung                                                       | Startort – Zielort                                           | Entfernung in km                           |
| --------------------------- | ------------------------------------------ | ------------------------------------------ | ----------------------------------------------------------------------------- | ------------------------------------------------------------ | ------------------------------------------ |
| –                           | nicht erwähnt                              |                                            |                                                                               | Canterbury – Dover                                           | 32,2                                       |
| Überquerung des Ärmelkanals |                                            |                                            |                                                                               |                                                              |                                            |
| 1                           | LXXX                                       | Sumeran                                    | Sombre (Ortsteil von Wissant)                                                 | Calais – Wissant                                             | 19,7                                       |
| 2                           | LXIX                                       | Angabe fehlt                               |                                                                               |                                                              |                                            |
| 3                           | LXXVIII                                    | Gisne                                      | Guînes                                                                        | Wissant – Guînes                                             | 20,2                                       |
| 4                           | LXXVII                                     | Teranburh                                  | Thérouanne                                                                    | Guînes – Licques                                             | 15,7                                       |
| 4                           | LXXVII                                     | Teranburh                                  | Thérouanne                                                                    | Licques – Wisques                                            | 23,9                                       |
| 4                           | LXXVII                                     | Teranburh                                  | Thérouanne                                                                    | Wisques – Thérouanne                                         | 13,2                                       |
| 5                           | LXXVI                                      | Bruwaei                                    | Bruay-la-Buissière                                                            | Thérouanne – Auchy-au-Bois                                   | 15,1                                       |
| 5                           | LXXVI                                      | Bruwaei                                    | Bruay-la-Buissière                                                            | Auchy-au-Bois – Bruay-la-Buissière                           | 19,0                                       |
| 6                           | LXXV                                       | Atherats                                   | Arras                                                                         | Bruay-la-Buissière – Arras                                   | 33,6                                       |
| 7                           | LXXIV                                      | Duin                                       | Doingt                                                                        | Arras – Bapaume                                              | 26,2                                       |
| 7                           | LXXIV                                      | Duin                                       | Doingt                                                                        | Bapaume – Péronne                                            | 25,3                                       |
| 7                           | LXXIV                                      | Duin                                       | Doingt                                                                        | Peronne – Doingt                                             | 3,0                                        |
| 8                           | LXXIII                                     | Martinwaeth                                | Seraucourt-le-Grand                                                           | Doingt – Seraucourt-le-Grand                                 | 29,2                                       |
| 9                           | LXXII                                      | Mundlothuin                                | Laon                                                                          | Seraucourt-le-Grand – Tergnier                               | 17,0                                       |
| 9                           | LXXII                                      | Mundlothuin                                | Laon                                                                          | Tergnier – Laon                                              | 33,0                                       |
| 10                          | LXXI                                       | Corbunei                                   | Corbeny                                                                       | Laon – Bouconville-Vauclair                                  | 18,6                                       |
| 10                          | LXXI                                       | Corbunei                                   | Corbeny                                                                       | Bouconville-Vauclair – Corbeny                               | 4,5                                        |
| 11                          | LXX                                        | Rems                                       | Reims                                                                         | Corbeny – Hermonville                                        | 20,1                                       |
| 11                          | LXX                                        | Rems                                       | Reims                                                                         | Hermonville – Reims                                          | 16,3                                       |
| 12                          | LXIX                                       | Chateluns                                  | Châlons-en-Champagne                                                          | Reims – Trépail                                              | 28,1                                       |
| 12                          | LXIX                                       | Chateluns                                  | Châlons-en-Champagne                                                          | Trépail – Châlons-en-Champagne                               | 25,8                                       |
| 13                          | LXVIII                                     | Funtaine                                   | Fontaine sur Coole                                                            | Châlons-en-Champagne – Coole                                 | 27,0                                       |
| 14                          | LXVII                                      | Domaniant                                  | Donnement                                                                     | Coole – Donnement                                            | 25,7                                       |
| 15                          | LXVI                                       | Breone                                     | Brienne-le-Château                                                            | Donnement – Brienne le Château                               | 17,8                                       |
| 16                          | LXV                                        | Bar                                        | Bar-sur-Aube                                                                  | Brienne-le-Château – Bar-sur-Aube                            | 26,9                                       |
| 17                          | LXIV                                       | Blaecuile                                  | Blessonville                                                                  | Bar-sur-Aube – Châteauvillain (in der Nähe von Blessonville) | 32,9                                       |
| 18                          | LXIII                                      | Oisma                                      | Humes-Jorquenay                                                               | Châteauvillain – Langres (in der Nähe von Humes-Jorquenay)   | 40,9                                       |
| 19                          | LXII                                       | Grenant                                    | Grenant                                                                       | Langres – Coublanc (in der Nähe von Grenant)                 | 27,0                                       |
| 20                          | LXI                                        | Sefui                                      | Seveux                                                                        | Coublanc – Dampierre-sur-Salon                               | 27,7                                       |
| 20                          | LXI                                        | Sefui                                      | Seveux                                                                        | Dampierre-sur-Salon – Savoyeux (in der Nähe von Seveux)      | 5,5                                        |
| 21                          | LX                                         | Cuscei                                     | Cussey-sur-l’Ognon                                                            | Savoyeux – Gy                                                | 20,6                                       |
| 21                          | LX                                         | Cuscei                                     | Cussey-sur-l’Ognon                                                            | Gy – Cussey-sur-l’Ognon                                      | 16,4                                       |
| 22                          | LIX                                        | Bysiceon                                   | Besançon                                                                      | Cussey-sur-l’Ognon – Besançon                                | 17,0                                       |
| 23                          | LVIII                                      | Nos                                        | Nods                                                                          | Besançon – Étalans                                           | 27,0                                       |
| 23                          | LVIII                                      | Nos                                        | Nods                                                                          | Étalans – Chasnans (in der Nähe von Nods)                    | 9,8                                        |
| 24                          | LVII                                       | Punterlin                                  | Pontarlier                                                                    | Chasnans – Ouhans                                            | 18,0                                       |
| 24                          | LVII                                       | Punterlin                                  | Pontarlier                                                                    | Ouhans – Pontarlier                                          | 17,0                                       |
| 25                          | LVI                                        | Antifern                                   | Yverdon-les-Bains                                                             | Pontarlier – Orbe                                            | 40,2                                       |
| 26                          | LV                                         | Urba                                       | Orbe                                                                          | Pontarlier – Orbe                                            | 40,2                                       |
| 27                          | LIV                                        | Losanna                                    | Lausanne                                                                      | Orbe – Lausanne                                              | 32,0                                       |
| 28                          | LIII                                       | Vivaec                                     | Vevey                                                                         | Lausanne – Cully                                             | 12,9                                       |
| 28                          | LIII                                       | Vivaec                                     | Vevey                                                                         | Cully – Vevey                                                | 11,3                                       |
| 29                          | LII                                        | Burbulei                                   | Aigle                                                                         | Vevey – Montreux                                             | 8,4                                        |
| 29                          | LII                                        | Burbulei                                   | Aigle                                                                         | Montreux – Villeneuve                                        | 5,9                                        |
| 29                          | LII                                        | Burbulei                                   | Aigle                                                                         | Villeneuve – Aigle                                           | 12,7                                       |
| 30                          | LI                                         | Sce Maurici                                | Saint-Maurice                                                                 | Aigle – Saint-Maurice                                        | 18,0                                       |
| 31                          | L                                          | Ursiores                                   | Orsières                                                                      | Saint-Maurice – Martigny                                     | 17,0                                       |
| 31                          | L                                          | Ursiores                                   | Orsières                                                                      | Martigny – Orsières                                          | 18,5                                       |
| 32                          | XLIX                                       | Petrecastel                                | Bourg-Saint-Pierre                                                            | Orsières – Bourg-Saint-Pierre                                | 15,4                                       |
| 33                          | XLVIII                                     | Sce Remei                                  | Saint-Rhémy-en-Bosses                                                         | Bourg-Saint-Pierre – Grosser St. Bernhard                    | 13,8                                       |
| 33                          | XLVIII                                     | Sce Remei                                  | Saint-Rhémy-en-Bosses                                                         | Grosser St. Bernhard – Saint-Rhémy-en-Bosses                 | 6,3                                        |
| 34                          | XLVII                                      | Agusta                                     | Aosta                                                                         | Saint-Rhémy-en-Bosses – Aosta                                | 25,6                                       |
| 35                          | XLVI                                       | Publei                                     | (Pontey ?) Pont-Saint-Martin                                                  | Aosta – Nus                                                  | 15,9                                       |
| 35                          | XLVI                                       | Publei                                     | (Pontey ?) Pont-Saint-Martin                                                  | Nus – Saint-Vincent                                          | 22,3                                       |
| 35                          | XLVI                                       | Publei                                     | (Pontey ?) Pont-Saint-Martin                                                  | Saint-Vincent – Arnad                                        | 22,4                                       |
| 35                          | XLVI                                       | Publei                                     | (Pontey ?) Pont-Saint-Martin                                                  | Arnad – Pont-Saint-Martin                                    | 15,9                                       |
| 36                          | XLV                                        | Everi                                      | Ivrea                                                                         | Pont-Saint-Martin – Ivrea                                    | 25,2                                       |
| 37                          | XLIV                                       | Sca Agatha                                 | Santhià                                                                       | Ivrea – Viverone                                             | 21,4                                       |
| 37                          | XLIV                                       | Sca Agatha                                 | Santhià                                                                       | Viverone – Santhià                                           | 16,2                                       |
| 38                          | XLIII                                      | Vercel                                     | Vercelli                                                                      | Santhià – Vercelli                                           | 28,6                                       |
| 39                          | XLII                                       | Tremel                                     | Tromello                                                                      | Vercelli – Robbio                                            | 19,7                                       |
| 39                          | XLII                                       | Tremel                                     | Tromello                                                                      | Robbio – Mortara                                             | 14,2                                       |
| 39                          | XLII                                       | Tremel                                     | Tromello                                                                      | Mortara – Tromello                                           | 18,1                                       |
| 40                          | XLI                                        | Pamphica                                   | Pavia                                                                         | Tromello – Gropello Cairoli                                  | 13,5                                       |
| 40                          | XLI                                        | Pamphica                                   | Pavia                                                                         | Gropello Cairoli – Pavia                                     | 18,1                                       |
| 41                          | XL                                         | Sce Cristine                               | Santa Cristina e Bissone                                                      | Pavia – Santa Cristina e Bissone                             | 27,4                                       |
| 42                          | XXXIX                                      | Sce Andrea                                 | Corte San Andrea                                                              | Santa Cristina e Bissone – Piacenza (Überquerung des Po)     | 38,2                                       |
| 43                          | XXXVIII                                    | Placentia                                  | Piacenza                                                                      | Santa Cristina e Bissone – Piacenza (Überquerung des Po)     | 38,2                                       |
| 44                          | XXXVII                                     | Floricum                                   | Fiorenzuola d’Arda                                                            | Piacenza – Fiorenzuola d’Arda                                | 26,4                                       |
| 45                          | XXXVI                                      | Sce Domnine                                | Fidenza (bis 1927 Borgo San Donino)                                           | Fiorenzuola d’Arda – Fidenza                                 | 22,3                                       |
| 46                          | XXXV                                       | Metane                                     | Costamezzana (Medesano)                                                       | Fidenza – Costamezzana                                       | 10,8                                       |
| 47                          | XXXIV                                      | Philemangenur                              | Fornovo di Taro (oder Felegara)                                               | Costamezzana – Medesano                                      | 9,7                                        |
| 47                          | XXXIV                                      | Philemangenur                              | Fornovo di Taro (oder Felegara)                                               | Medesano – Fornovo di Taro                                   | 9,2                                        |
| 48                          | XXXIII                                     | Sce Moderanne                              | Berceto                                                                       | Fornovo di Taro – Cassio di Terenzo                          | 19,8                                       |
| 48                          | XXXIII                                     | Sce Moderanne                              | Berceto                                                                       | Cassio di Terenzo – Berceto                                  | 10,4                                       |
| 49                          | XXXII                                      | Sce Benedicte                              | Montelungo                                                                    | Berceto – Pontremoli                                         | 29,4                                       |
| 50                          | XXXI                                       | Puntremel                                  | Pontremoli                                                                    | Berceto – Pontremoli                                         | 29,4                                       |
| 51                          | XXX                                        | Aguilla                                    | Aulla                                                                         | Pontremoli – Villafranca in Lunigiana                        | 19,1                                       |
| 51                          | XXX                                        | Aguilla                                    | Aulla                                                                         | Villafranca in Lunigiana – Aulla                             | 15,3                                       |
| 52                          | XXIX                                       | Sce Stephane                               | Santo Stefano di Magra                                                        | Aulla – Sarzana                                              | 16,3                                       |
| 53                          | XXVIII                                     | Luna                                       | Luni                                                                          | Sarzana – Luni                                               | 12,7                                       |
| 54                          | XXVII                                      | Campmaior                                  | Pieve di Camaiore                                                             | Luni – Massa                                                 | 14,8                                       |
| 54                          | XXVII                                      | Campmaior                                  | Pieve di Camaiore                                                             | Massa – Pietrasanta                                          | 15,8                                       |
| 54                          | XXVII                                      | Campmaior                                  | Pieve di Camaiore                                                             | Pietrasanta – Camaiore                                       | 8,2                                        |
| 55                          | XXVI                                       | Luca                                       | Lucca                                                                         | Camaiore – Lucca                                             | 24,2                                       |
| 56                          | XXV                                        | Forcri                                     | Porcari                                                                       | Lucca – Porcari                                              | 10,6                                       |
| 57                          | XXIII                                      | Aqua Nigra                                 | Ponte a Cappiano, Ortsteil von Fucecchio                                      | Porcari – Ponte a Cappiano                                   | 19,7                                       |
| 58                          | XXIII                                      | Arne Blanca                                | Fucecchio                                                                     | Ponte a Cappiano – Fucecchio                                 | 4,9                                        |
| 59                          | XXII                                       | Sce Dionisii                               | San Genesio bei San Miniato                                                   | Fucecchio – San Miniato Alto                                 | 7,6                                        |
| 60                          | XXI                                        | Sce Peter Currant                          | Coiano, heute Ortsteil von Castelfiorentino                                   | San Miniato Alto – Coiano                                    | 12,1                                       |
| 61                          | XX                                         | Sce Maria Glan                             | Santa Maria a Chianni bei Gambassi Terme                                      | Coiano – Gambassi Terme                                      | 12,2                                       |
| 62                          | XIX                                        | Sce Gemiane                                | San Gimignano                                                                 | Gambassi Terme – San Gimignano                               | 14,5                                       |
| 63                          | XVIII                                      | Sce Martin in Fosse                        | San Martino Fosci (Molino d’Aiano, Ortsteil von Colle di Val d’Elsa)          | San Gimignano – Badia a Isola                                | 20,5/25,5                                  |
| 64                          | XVII                                       | Aelse                                      | Gracciano (Pieve d’Elsa, Ortsteil von Colle di Val d’Elsa)                    | San Gimignano – Badia a Isola                                | 20,5/25,5                                  |
| 65                          | XVI                                        | Burgenove                                  | Badia a Isola, Ortsteil von Monteriggioni                                     | San Gimignano – Badia a Isola                                | 20,5/25,5                                  |
| 66                          | XV                                         | Seocine                                    | Siena                                                                         | Badia a Isola – Monteriggioni                                | 3,5                                        |
| 66                          | XV                                         | Seocine                                    | Siena                                                                         | Monteriggioni – Siena                                        | 20,5                                       |
| 67                          | XIV                                        | Arbia                                      | Ponte d’Arbia, Ortsteil von Monteroni d’Arbia                                 | Siena – Monteroni d’Arbia                                    | 17,9                                       |
| 67                          | XIV                                        | Arbia                                      | Ponte d’Arbia, Ortsteil von Monteroni d’Arbia                                 | Monteroni d’Arbia – Ponte d’Arbia                            | 9,8                                        |
| 68                          | XIII                                       | Turreiner                                  | Torrenieri (Ortsteil von Montalcino)                                          | Ponte d’Arbia – Buonconvento                                 | 5,7                                        |
| 68                          | XIII                                       | Turreiner                                  | Torrenieri (Ortsteil von Montalcino)                                          | Buonconvento – Torrenieri                                    | 13,5                                       |
| 69                          | XII                                        | Sce Quiric                                 | San Quirico d’Orcia                                                           | Torrenieri – San Quirico d’Orcia                             | 7,4                                        |
| 70                          | XI                                         | Abricula                                   | Briccole di Sotto (bei Gallina, heute Gemeindegebiet von Castiglione d’Orcia) | San Quirico d’Orcia – Bagno Vignoni                          | 5,3                                        |
| 70                          | XI                                         | Abricula                                   | Briccole di Sotto (bei Gallina, heute Gemeindegebiet von Castiglione d’Orcia) | Bagno Vignoni – Radicofani                                   | 27,4                                       |
| 71                          | X                                          | Sce Petir in Pail                          | San Pietro in Paglia (Voltole)                                                | Radicofani – Ponte a Rigo                                    | 10,7                                       |
| 72                          | IX                                         | Aquapendente                               | Acquapendente                                                                 | Ponte a Rigo – Acquapendente                                 | 13,8                                       |
| 73                          | VIII                                       | Sca Cristina                               | Bolsena                                                                       | Acquapendente – Bolsena                                      | 20,2                                       |
| 74                          | VII                                        | Sce Flaviane                               | Montefiascone                                                                 | Bolsena – Montefiascone                                      | 18                                         |
| 75                          | VI                                         | Sce Valentine                              | Viterbo (Bullicame)                                                           | Montefiascone – Viterbo                                      | 18,7                                       |
| 76                          | V                                          | Furcari                                    | Vetralla (Forcassi)                                                           | Viterbo – Vetralla                                           | 17,9                                       |
| 77                          | IV                                         | Suteria                                    | Sutri                                                                         | Vetralla – Sutri                                             | 22,1                                       |
| 78                          | III                                        | Bacane                                     | Baccano (Campagnano di Roma)                                                  | Sutri – Campagnano di Roma                                   | 22,3                                       |
| 79                          | II                                         | Johannis VIIII                             | San Giovanni in Nono (La Storta)                                              | Campagnano di Roma – La Storta                               | 25,6                                       |
| 80                          | I                                          | Urbs Roma                                  | Roma                                                                          | La Storta – Rom                                              | 14,8                                       |

### Infrastruktur für Pilger
Die folgenden Ausführungen beschränken sich auf die aktuelle Weginfrastruktur in Italien.
In den letzten Jahren sind eine Vielzahl von Pilgerreiseführern erschienen, die eine Planung des Pilgerwegs deutlich erleichtern. Die Ausschilderung des Weges ist in der Schweiz und Italien mittlerweile nahezu perfekt und der Weg auch meist ohne Karte zu finden. In Frankreich sollten sich Pilger noch auf große Lücken in der Markierung einstellen. Das Bemühen der Verantwortlichen der historischen Trasse zu folgen ist zu erkennen, aber den Weg so weit als möglich von vielbefahrenen Straßen fernzuhalten ist nicht leicht. Besonders im Einzugsbereich der größeren Städte steht die Wegführung und -findung häufig vor unüberwindbaren Problemen. Auch die Übernachtungsmöglichkeiten haben sich deutlich ausgeweitet. In vielen Etappenorten stehen einfache Quartiere, angeboten meist von Pfarrgemeinden oder Klöstern, zur Verfügung.

## Bildergalerie

Stationen auf der Via Francigena
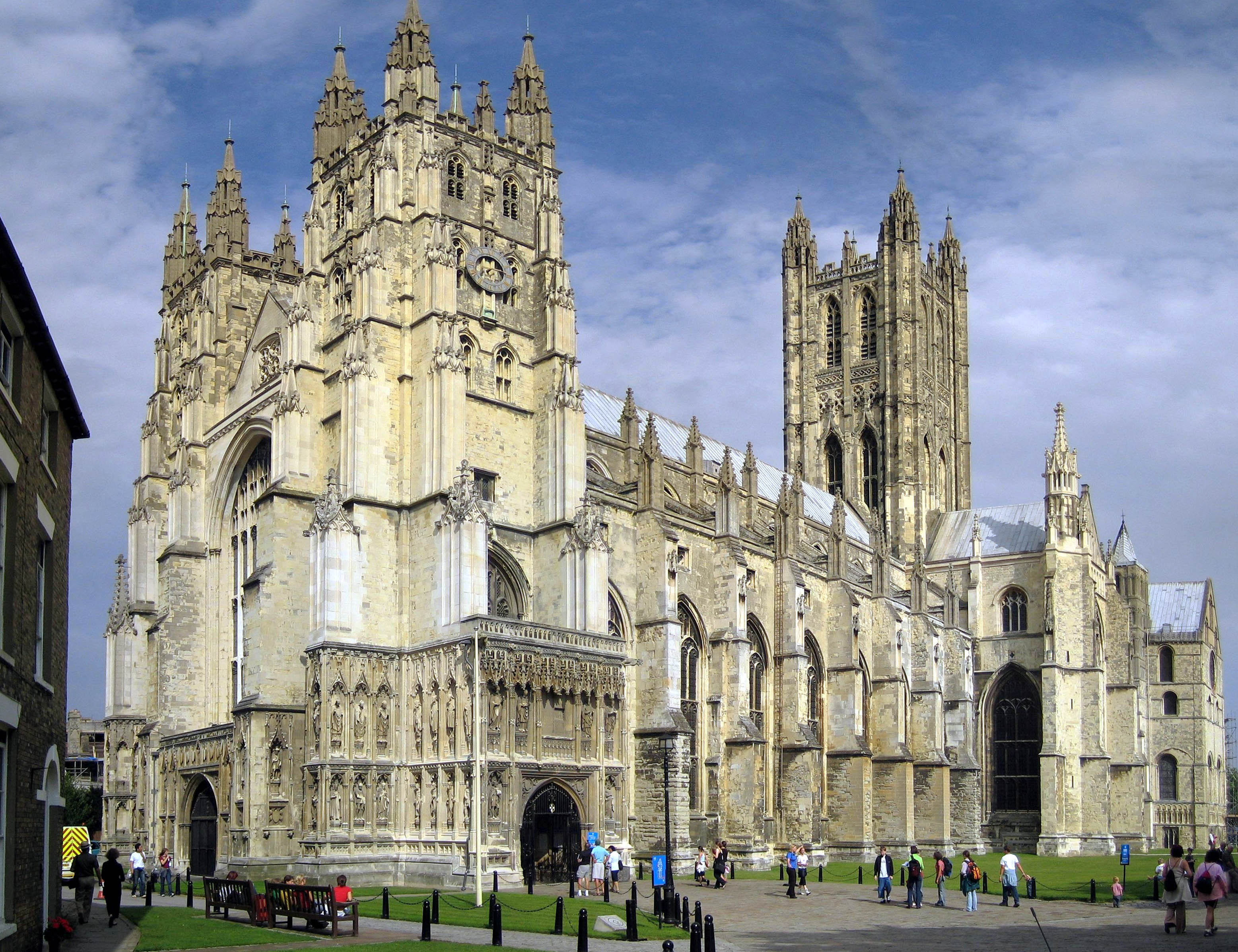
Die Kathedrale von Canterbury, Start der Via Francigena.
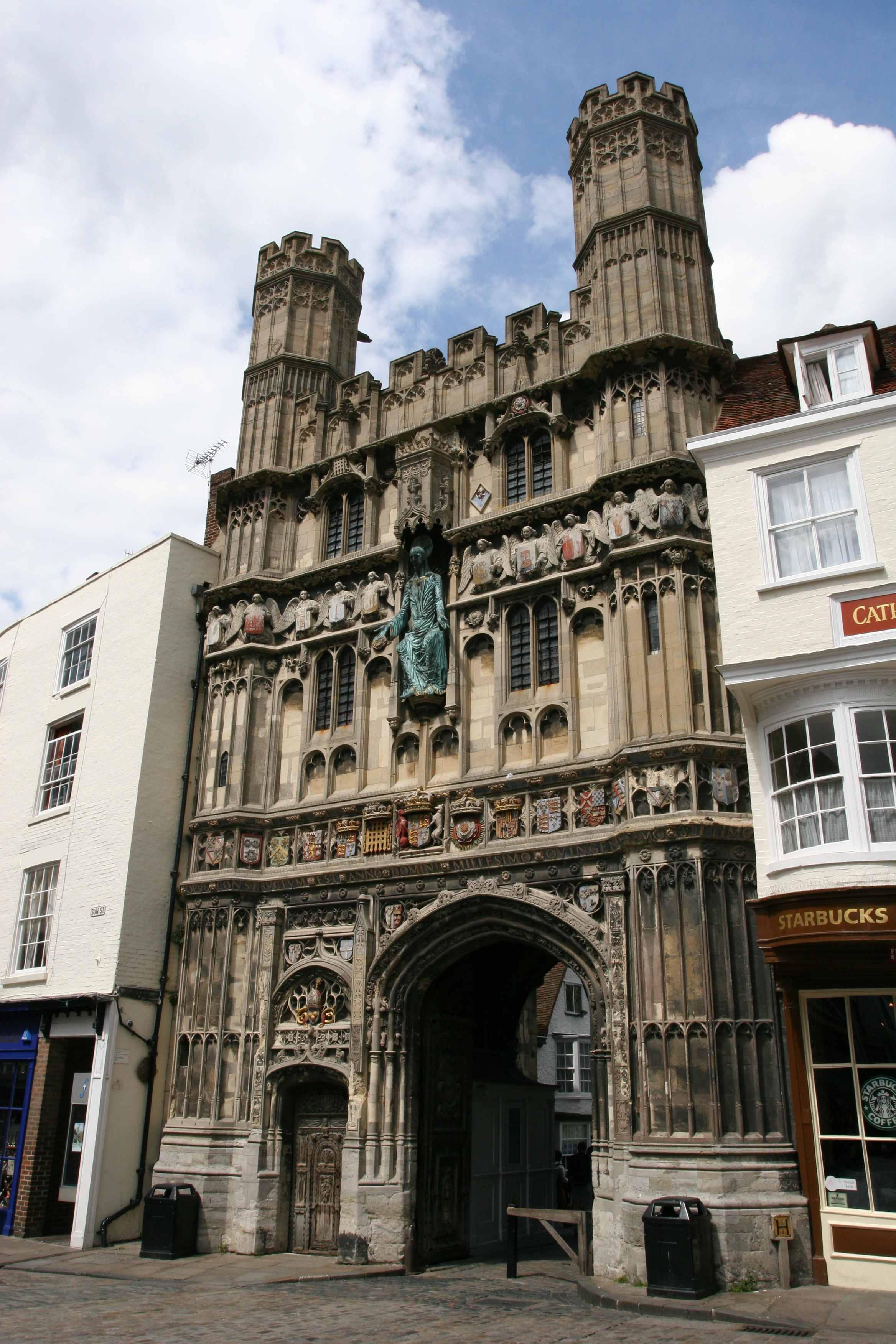
Pilger nach Rom verlassen die Kathedrale von Canterbury durch das Christ Church Gate.
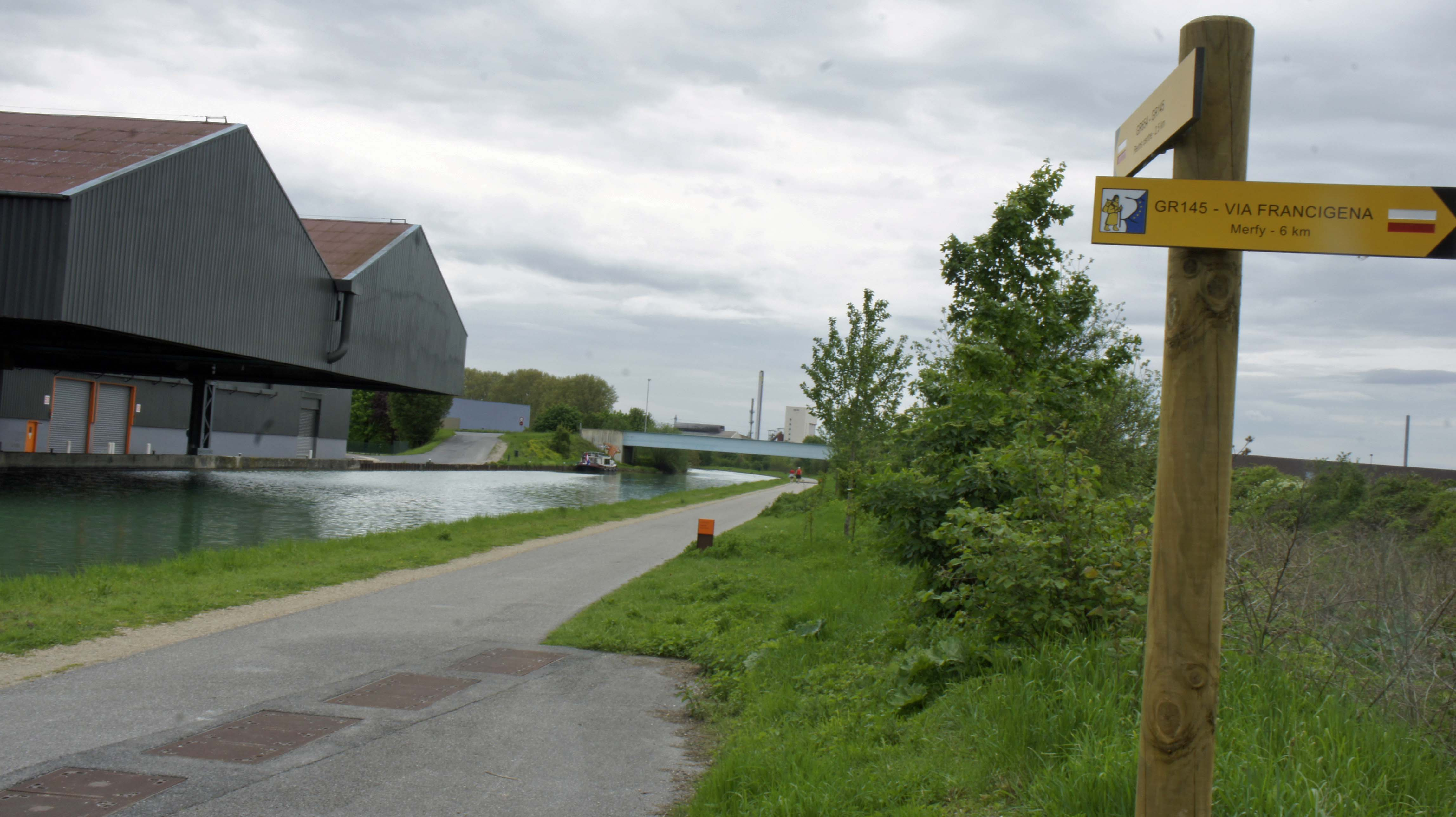
Kreuzung der Via Francigena (ausgeschildert in Frankreich als Grande Randonnée Route GR145) und der GR654 im Département Marne, Nordfrankreich.
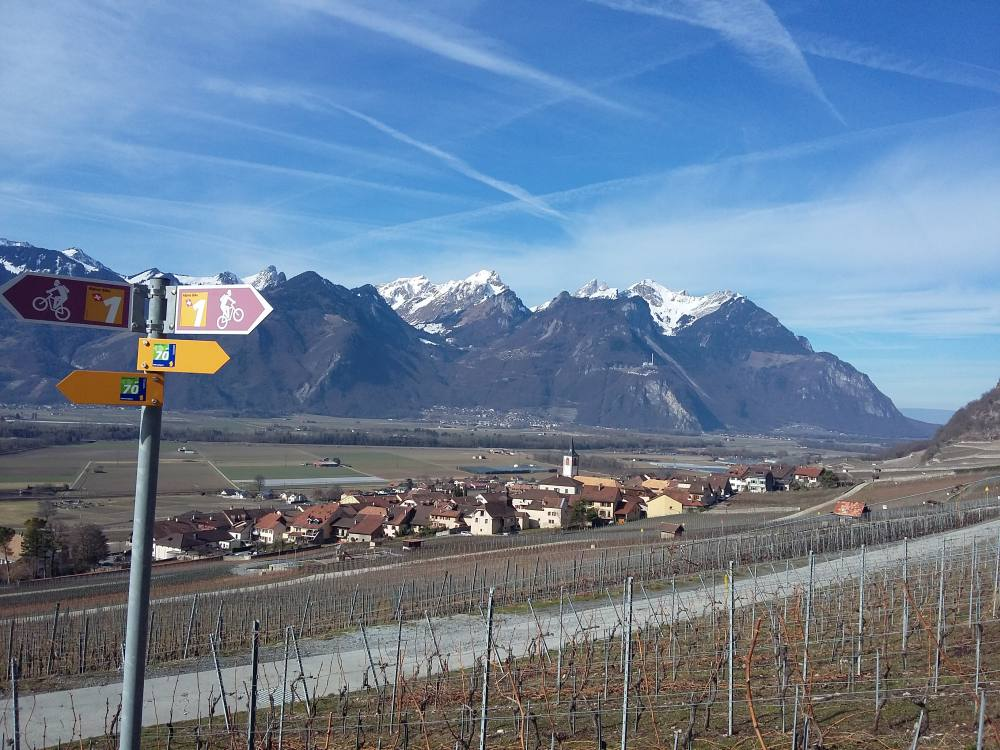
Rebberg über Yvorne, Rhonetal VS / Schweiz
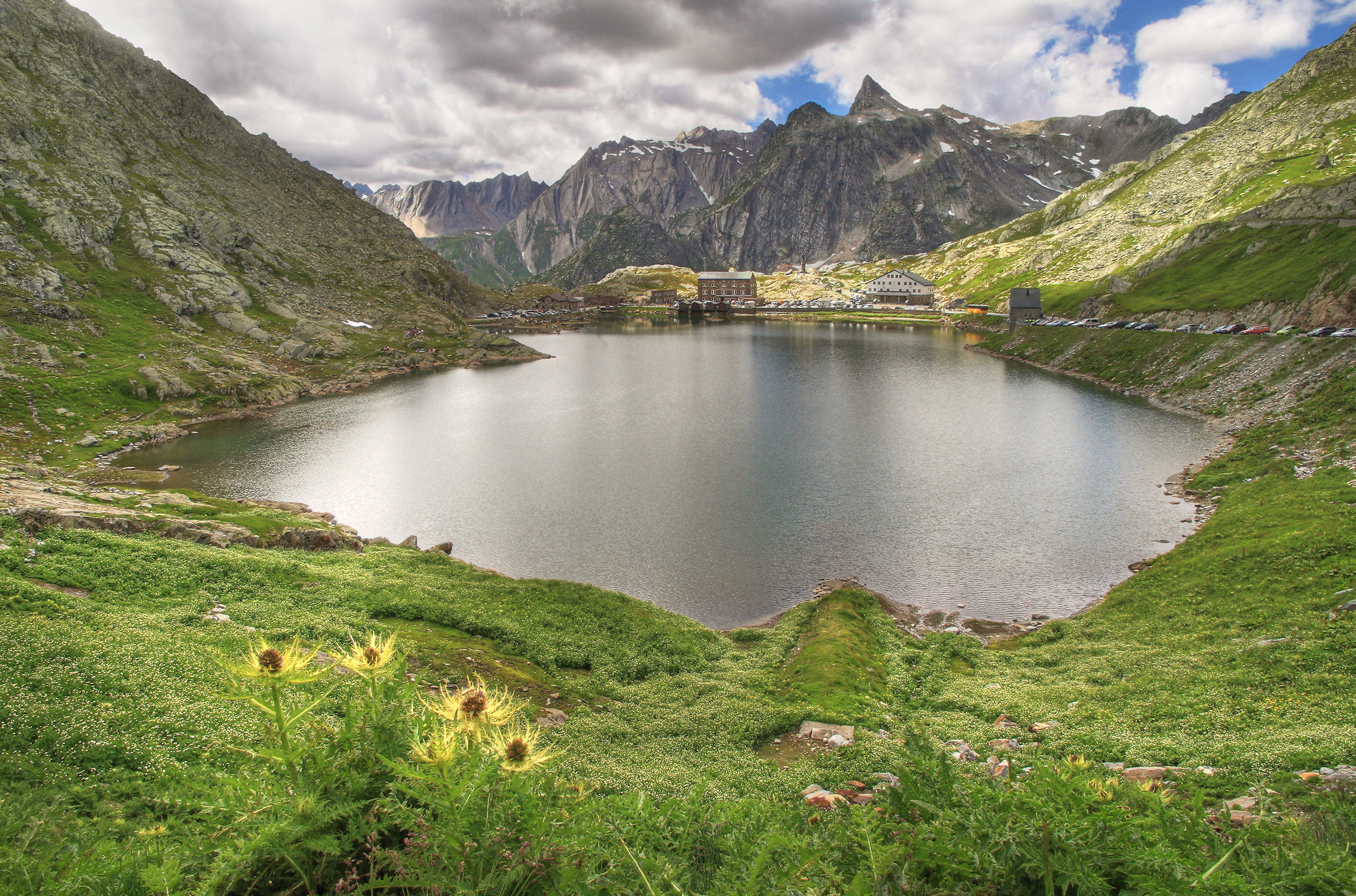
Der Große St. Bernhard-Pass im Hochsommer.
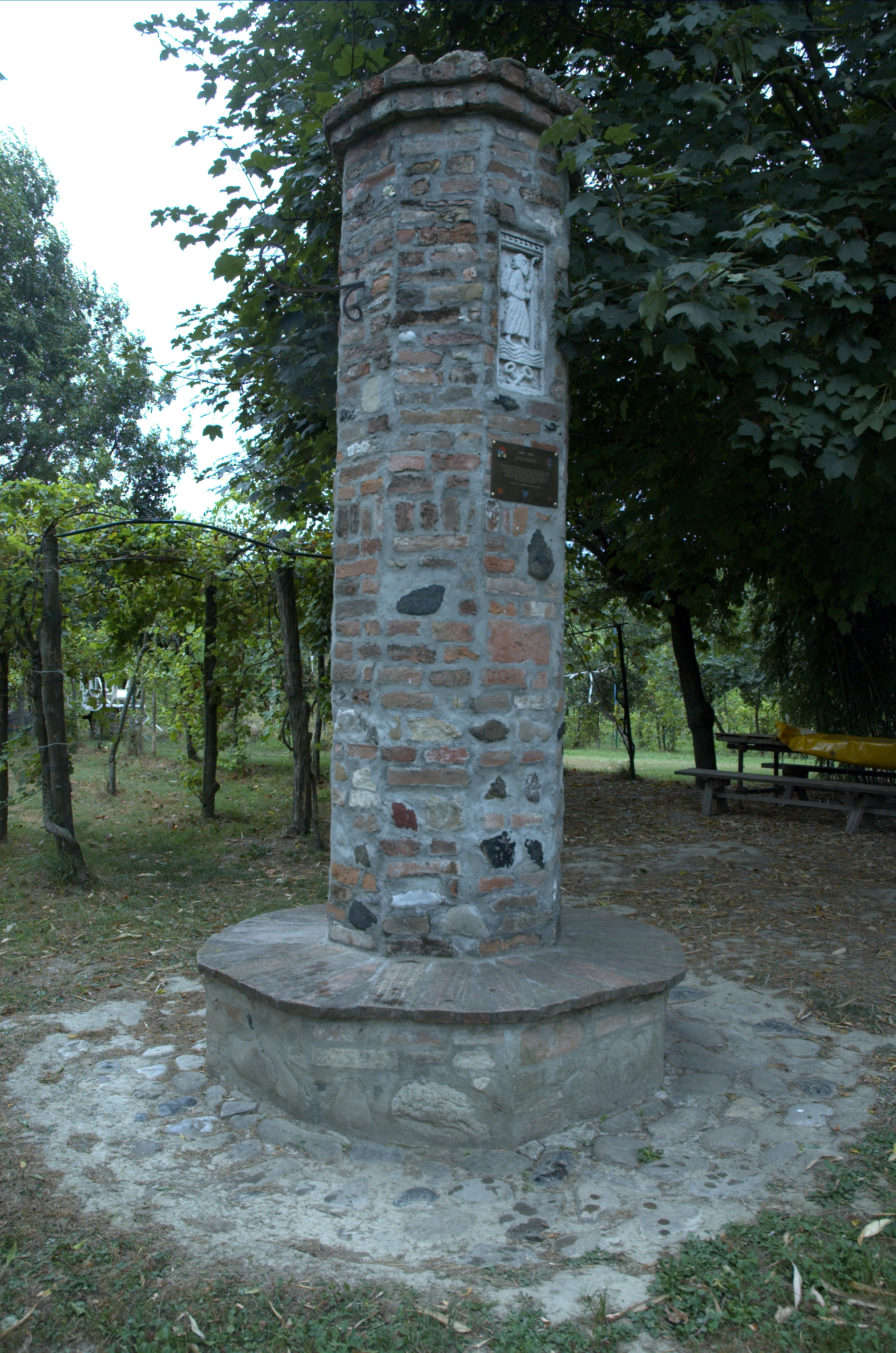
Die Säule, errichtet von der  Compagnia di Sigerico[12] bei Soprarivo, Calendasco. Die gleiche Säule steht in der Ortschaft Corte Sant’Andrea, Lombardei.
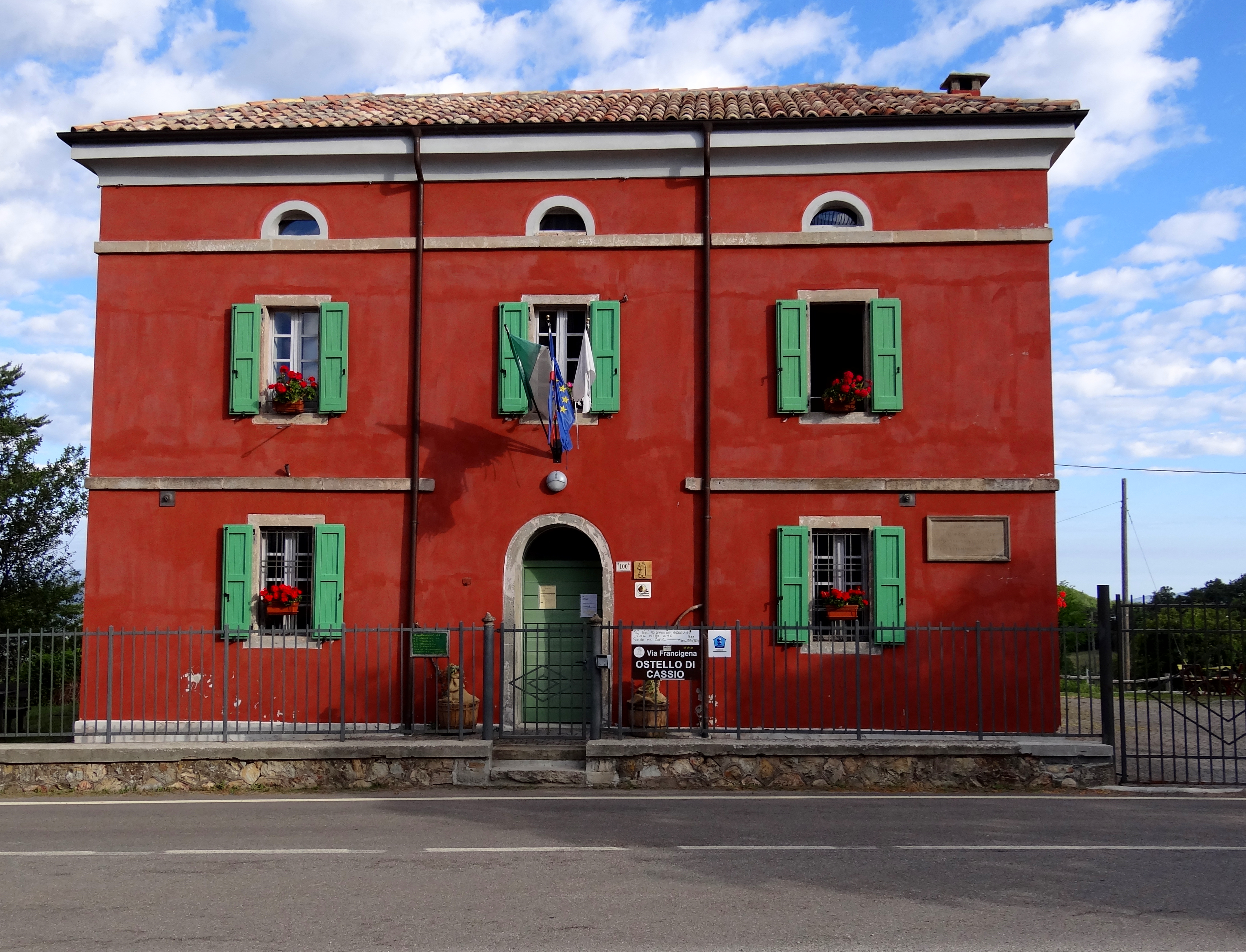
Pilgerunterkunft in Cassio
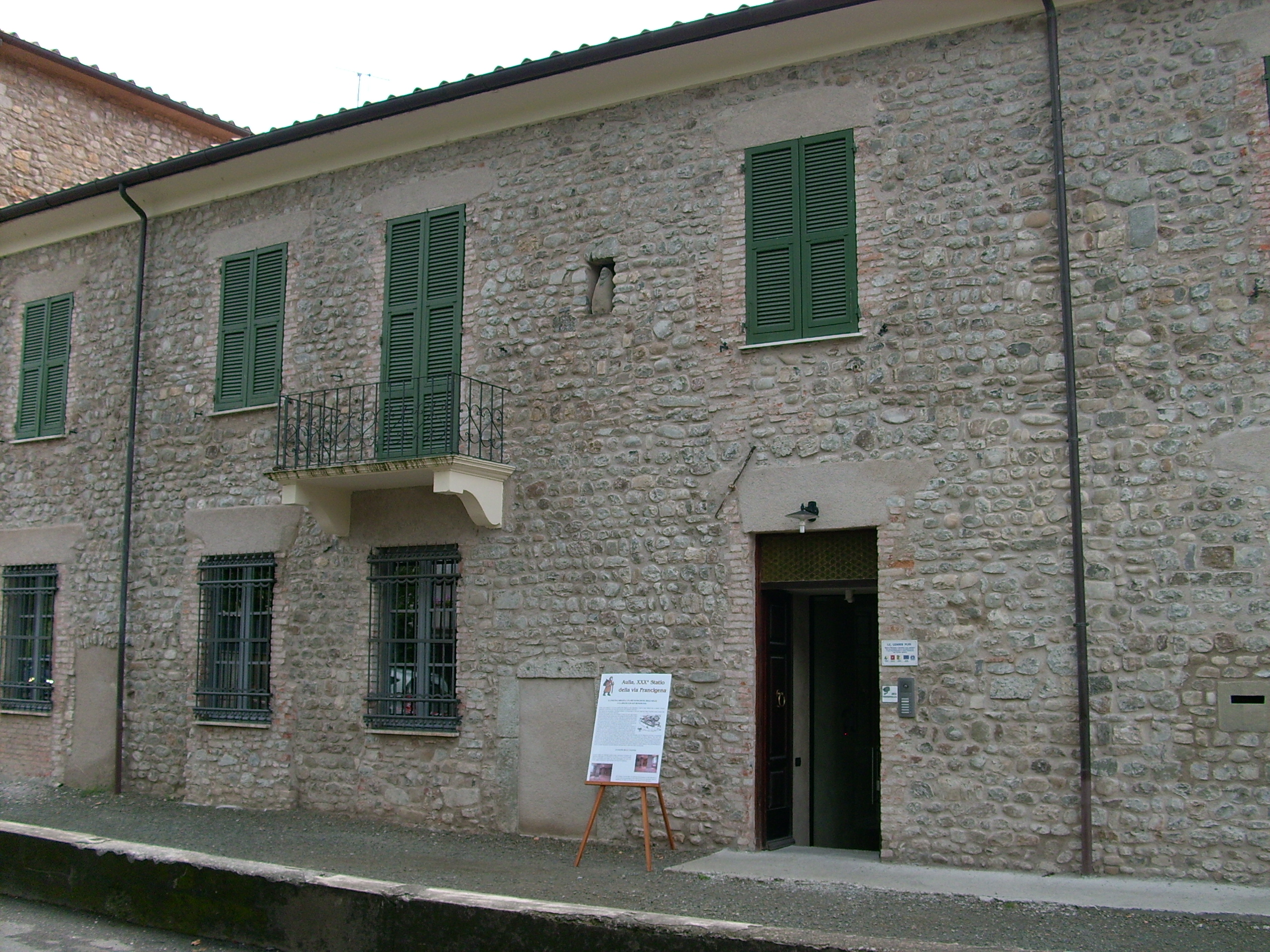
Sigerichs Mansio Nr. XXX in Aulla, Toskana, ist auch heute noch der Anlaufpunkt für die Pilger.
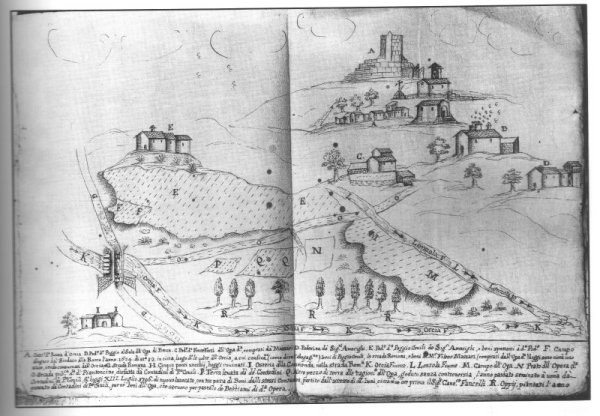
Ein mittelalterliches, italienisches Dokument zeigt die Burg von Tentennano (auch Rocca d’Orcia genannt, Teil der Gemeinde Castiglione d’Orcia).
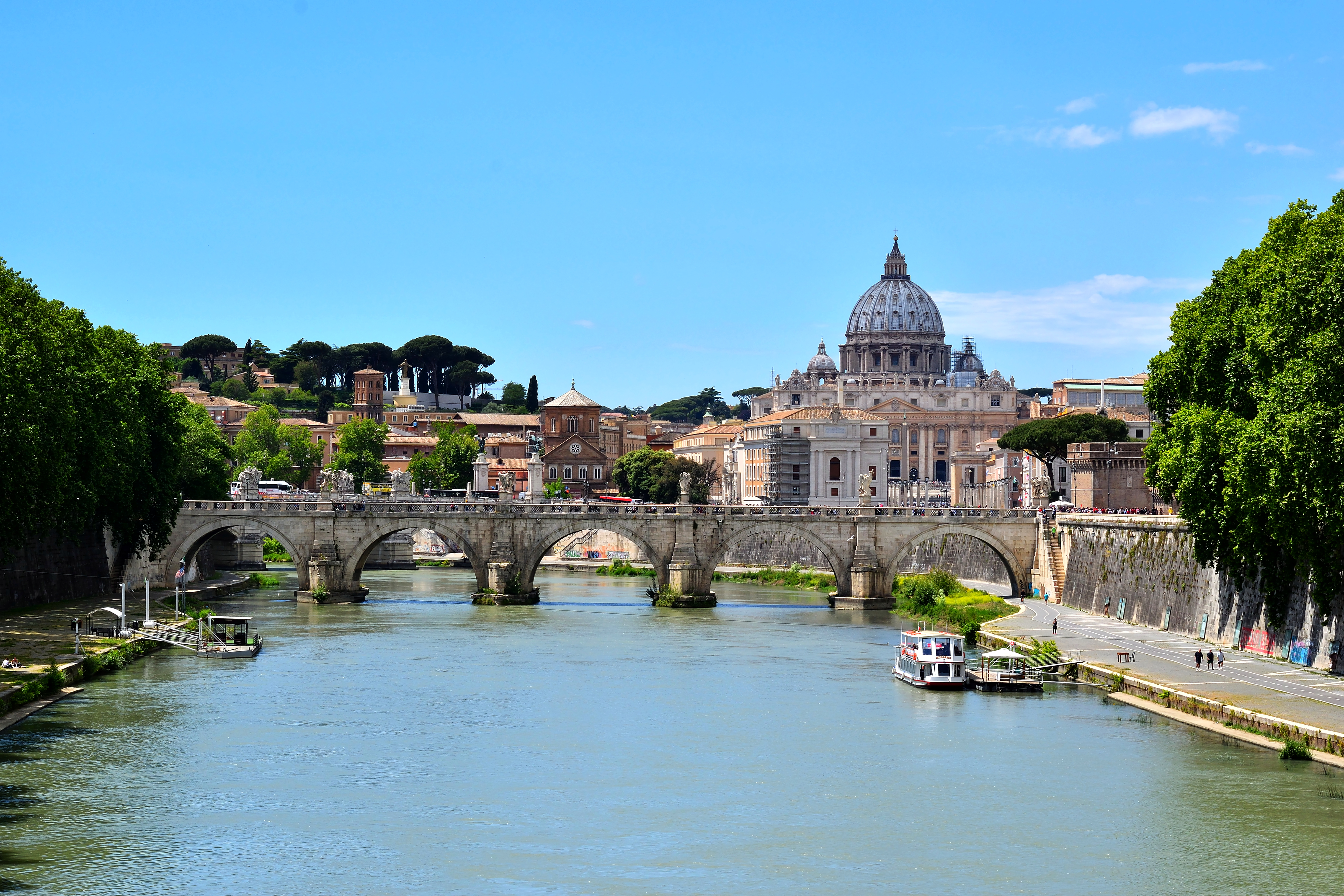
Der Petersdom in Rom mit einem der Ziele des Pilgerwegs, dem Grab des Apostels Petrus.
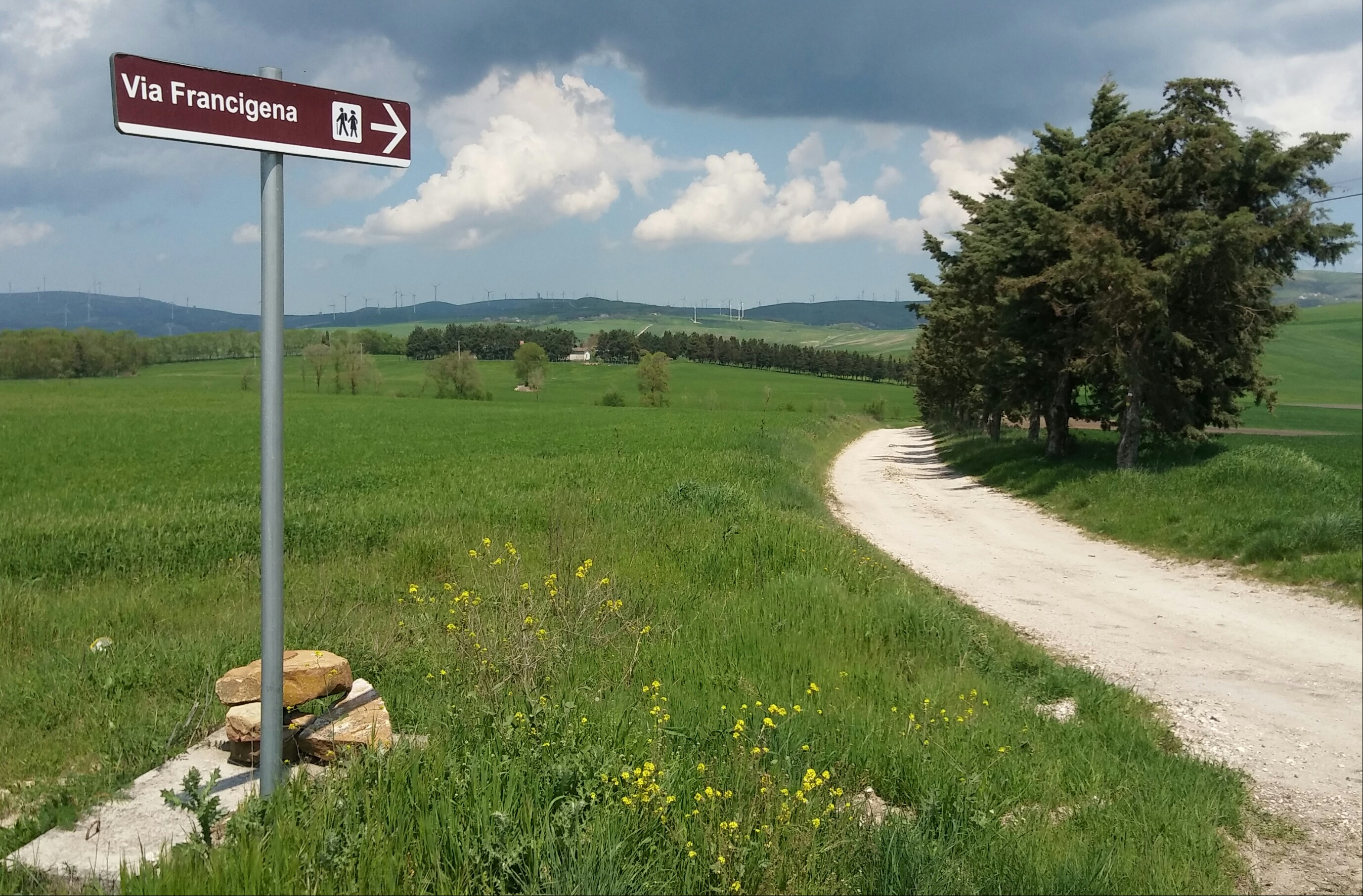
Die Via Francigena jenseits von Rom, in der Nähe von Ariano Irpino in Richtung der apulischen Einschiffungshäfen für das Heilige Land.

## Virtuelle Begehung
Mit der zweiteiligen Navigationsleiste Via Francigena, die sich jeweils am Ende der Ortsartikel befindet, ist die virtuelle Begehung dieses europäischen Pilgerwegs möglich. Die Leiste enthält neben der Verlinkung des vorhergehenden und des folgenden Ortes – im nachstehenden Beispiel werden Start- und Endpunkt angeführt – eine ausklappbare Übersicht aller Orte in tatsächlicher Reihenfolge Richtung Rom.
← Vorhergehender Ort: Canterbury | Via Francigena | Nächster Ort: Rom →

Canterbury |
Dover |

Calais |
Wissant |
Guînes |
Licques |
Wisques |
Thérouanne |
Auchy-au-Bois |
Bruay-la-Buissière |
Arras |
Bapaume |
Péronne |
Doingt |
Seraucourt-le-Grand |
Tergnier |
Laon |
Bouconville-Vauclair |
Corbeny |
Hermonville |
Reims |
Trépail |
Châlons-en-Champagne |
Coole |
Brienne-le-Château |
Bar-sur-Aube |
Châteauvillain |
Blessonville |
Langres |
Humes-Jorquenay |
Coublanc |
Grenant |
Dampierre-sur-Salon |
Savoyeux |
Seveux |
Gy |
Cussey-sur-l’Ognon |
Besançon |
Étalans |
Chasnans |
Nods |
Ouhans |
Pontarlier |

Yverdon-les-Bains |
Orbe |
Lausanne |
Cully |
Vevey |
Montreux |
Villeneuve |
Aigle |
Saint-Maurice |
Martigny |
Orsières |
Bourg-Saint-Pierre |
Grosser St. Bernhard |

Saint-Rhémy-en-Bosses |
Saint-Oyen |
Étroubles |
Gignod |
Aosta |
Saint-Christophe |
Quart |
Nus |
Verrayes |
Chambave |
Saint-Denis |
Châtillon |
Saint-Vincent |
Montjovet |
Issogne |
Verrès |
Arnad |
Hône |
Bard |
Donnas |
Pont-Saint-Martin |
Carema |
Settimo Vittone |
Borgofranco d’Ivrea |
Montalto Dora |
Ivrea |
Cascinette d’Ivrea |
Burolo |
Bollengo |
Palazzo Canavese |
Piverone |
Azeglio |
Viverone |
Roppolo |
Cavaglià |
Santhià |
San Germano Vercellese |
Olcenengo |
Salasco |
Sali Vercellese |
Vercelli |
Palestro |
Robbio |
Nicorvo |
Castelnovetto |
Albonese |
Mortara |
Cergnago |
Tromello |
Garlasco |
Gropello Cairoli |
Villanova d’Ardenghi |
Zerbolò |
Carbonara al Ticino |
Pavia |
Valle Salimbene |
Linarolo |
Belgioioso |
Torre de’ Negri |
Costa de’ Nobili |
Santa Cristina e Bissone |
Miradolo Terme |
Chignolo Po |
San Colombano al Lambro |
Orio Litta |
Senna Lodigiana |
Calendasco |
Rottofreno |
Piacenza |
Podenzano |
San Giorgio Piacentino |
Pontenure |
Carpaneto Piacentino |
Cadeo |
Fiorenzuola d’Arda |
Chiaravalle della Colomba |
Alseno |
Busseto |
Fidenza |
Costamezzana |
Noceto |
Medesano |
Fornovo di Taro |
Terenzo |
Berceto |
Pontremoli |
Filattiera |
Villafranca in Lunigiana |
Bagnone |
Licciana Nardi |
Aulla |
Santo Stefano di Magra |
Sarzana |
Castelnuovo Magra |
Ortonovo |
Luni |
Fosdinovo |
Carrara |
Massa |
Montignoso |
Seravezza |
Pietrasanta |
Camaiore |
Lucca |
Capannori |
Porcari |
Montecarlo |
Altopascio |
Castelfranco di Sotto |
Santa Croce sull’Arno |
Ponte a Cappiano |
Fucecchio |
San Miniato |
Castelfiorentino |
Coiano |
Montaione |
Gambassi Terme |
San Gimignano |
Colle di Val d’Elsa |
Badia a Isola |
Monteriggioni |
Siena |
Monteroni d’Arbia |
Ponte d’Arbia |
Buonconvento |
Montalcino |
Torrenieri |
San Quirico d’Orcia |
Bagno Vignoni |
Castiglione d’Orcia |
Radicofani |
San Casciano dei Bagni |
Abbadia San Salvatore |
Piancastagnaio |
Ponte a Rigo |
Proceno |
Acquapendente |
Grotte di Castro |
San Lorenzo Nuovo |
Bolsena |
Montefiascone |
Viterbo |
Ronciglione |
Vetralla |
Capranica |
Sutri |
Monterosi |
Nepi |
Mazzano Romano |
Campagnano di Roma |
Formello |
La Storta |
Rom